# Люкасволде
Люкасволде (нід. Lucaswolde, нід. вимова: [ˌly.kɑsˈʋɔl.də]) — село в нідерландській провінції Гронінген. Входить до муніципалітету Вестерквартір.
Його площа становить 4,87км², а населення станом на 2021 рік складало 195 осіб.